# Dendrochilum ovatum
Dendrochilum ovatum är en orkidéart som beskrevs av Johannes Jacobus Smith. Dendrochilum ovatum ingår i släktet Dendrochilum och familjen orkidéer.
Artens utbredningsområde är Sumatera. Inga underarter finns listade i Catalogue of Life.

## Bildgalleri

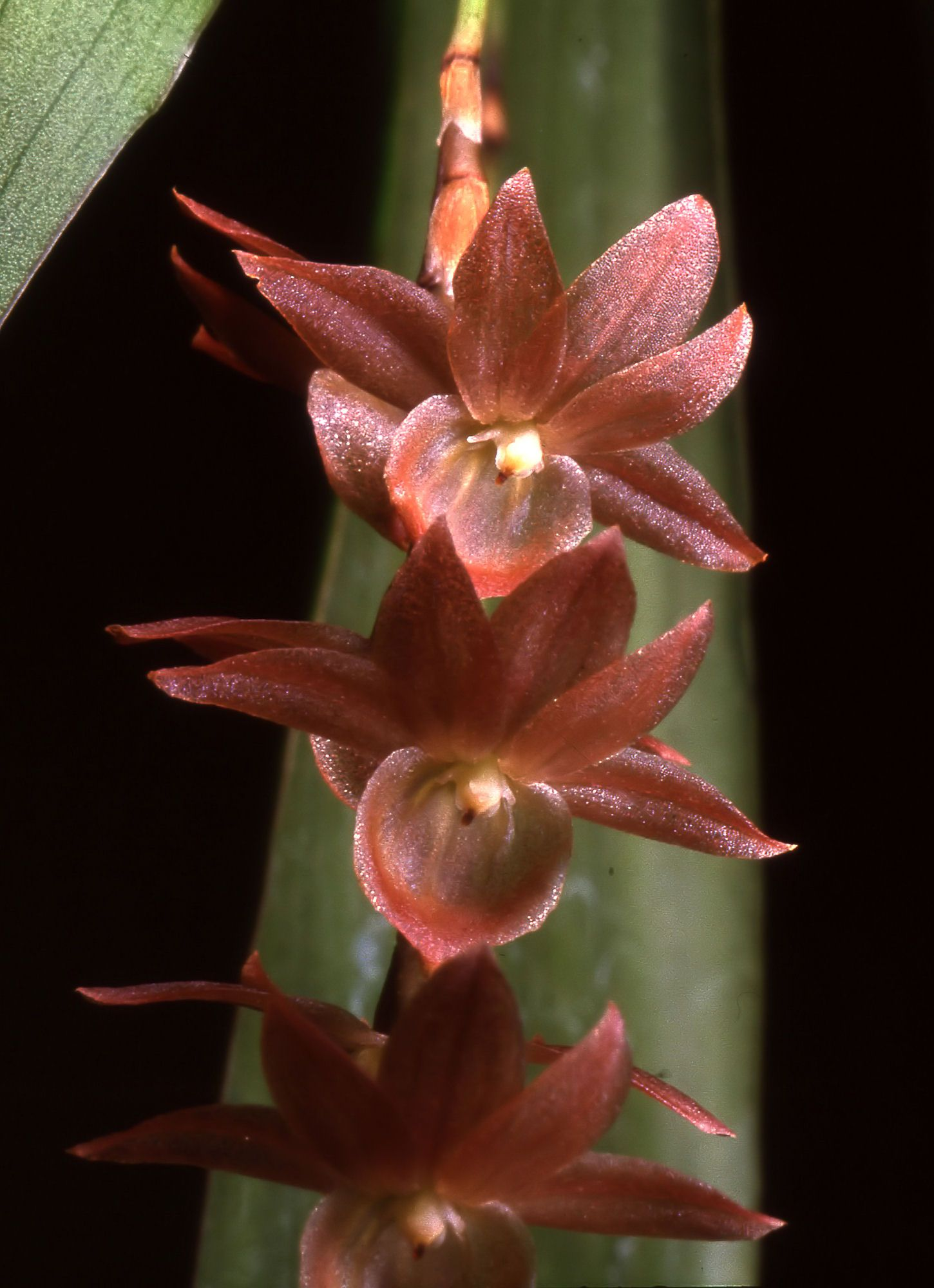